# 凡尔登堡
凡尔登堡（法語：Château-Verdun，法語發音：[ʃato vɛʁdœ̃]）是法国阿列日省的一个市镇，属于富瓦区。

## 地理
凡尔登堡（42°46'56"N, 1°40'47"E）面积0.79 平方千米，位于法国奧克西塔尼大區阿列日省，该省份为法国西南部内陆省份，西部和北部与上加龙省接壤，东临奥德省，东南至东比利牛斯省接壤，南与安道尔和西班牙接壤。
与凡尔登堡接壤的市镇（或旧市镇、城区）包括：阿斯通、莱卡巴讷、拉尔卡、佩什。

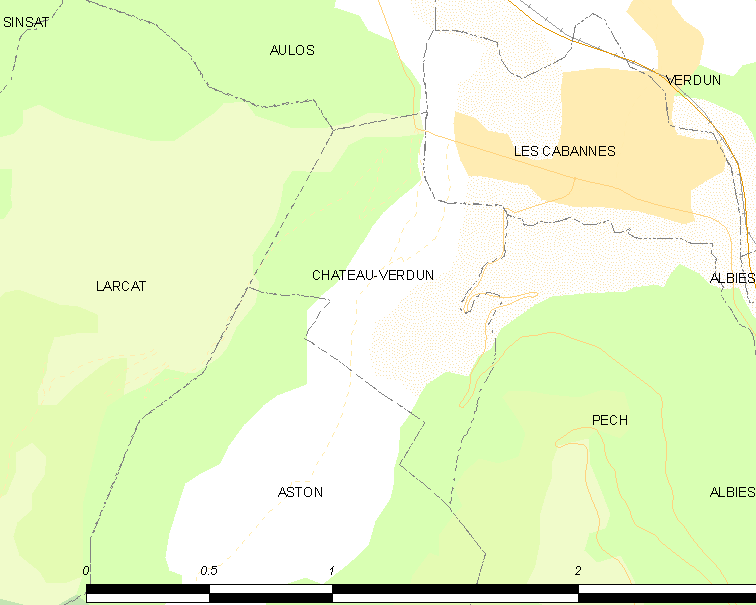
凡尔登堡的OSM定位图

凡尔登堡的时区为UTC+01:00、UTC+02:00（夏令时）。

## 行政
凡尔登堡的邮政编码为09310，INSEE市镇编码为09096。

## 政治
凡尔登堡所属的省级选区为上阿列日县。

## 人口

1962-2008年间凡尔登堡人口变化图示

凡尔登堡于2022年1月1日时的人口数量为41人。